# Meadow Lane
Meadow Lane Stadium sau simplu Meadow Lane este un stadion de fotbal din Nottingham, Anglia. Acesta este stadionul de casă al clubului Notts County, care joacă pe el din 1910. De asemenea stadionul găzduiește și meciurile de acasă ale echipei de rugby Nottingham R.F.C., începând cu 2006.
Capacitatea curentă a stadionului e de 19.841 de locuri pentru fotbal și 20.211 pentru rugby. Recordul de audiență este 47.310 de spectatori, la meciul pe care Notts l-a pierdut cu 1–0 în fața lui York City în runda a 6-a a FA Cup, pe 12 martie 1955. 
Meadow Lane este amplasat la doar 275 de metri depărtare de City Ground, stadionul lui Nottingham Forest. Cele două stadioane fiind cele mai apropiate stadioane de fotbal profesionist din Anglia și a doilea cele mai apropiate din Marea Britanie după stadioanele lui Dundee și Dundee United. Tribuna Trent End din City Ground este vizibilă din unele părți ale tribunelor Jimmy Sirrel și Spion Kop de pe Meadow Lane.

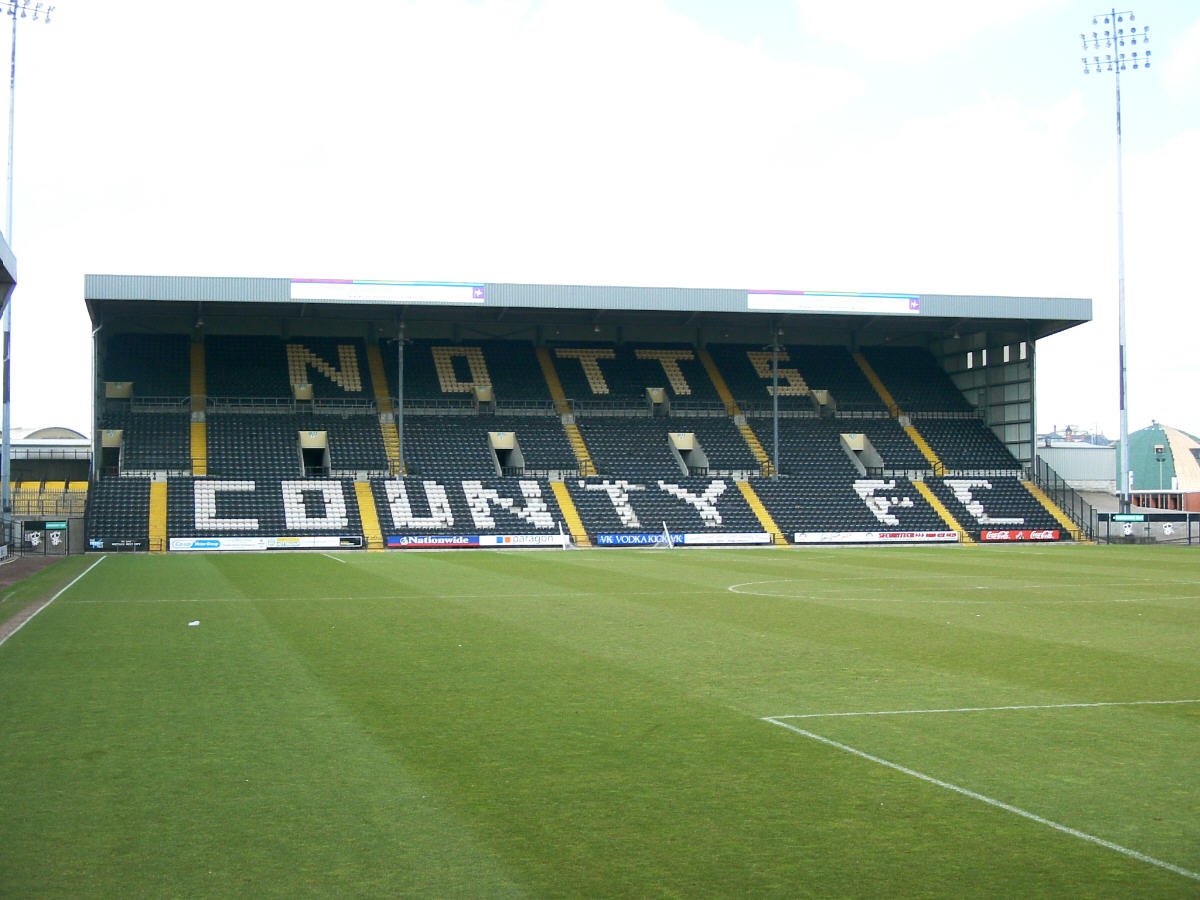
The Kop

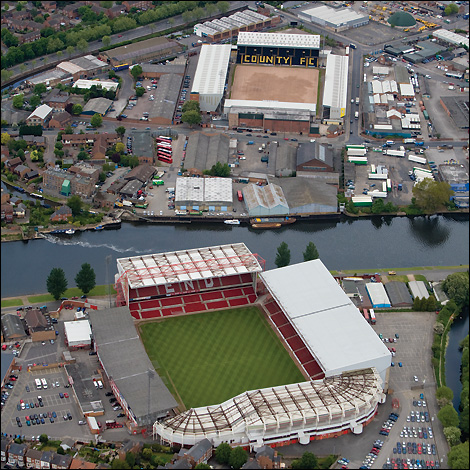
Vedere aeriană a proximității dintre Meadow Lane (sus) și City Ground

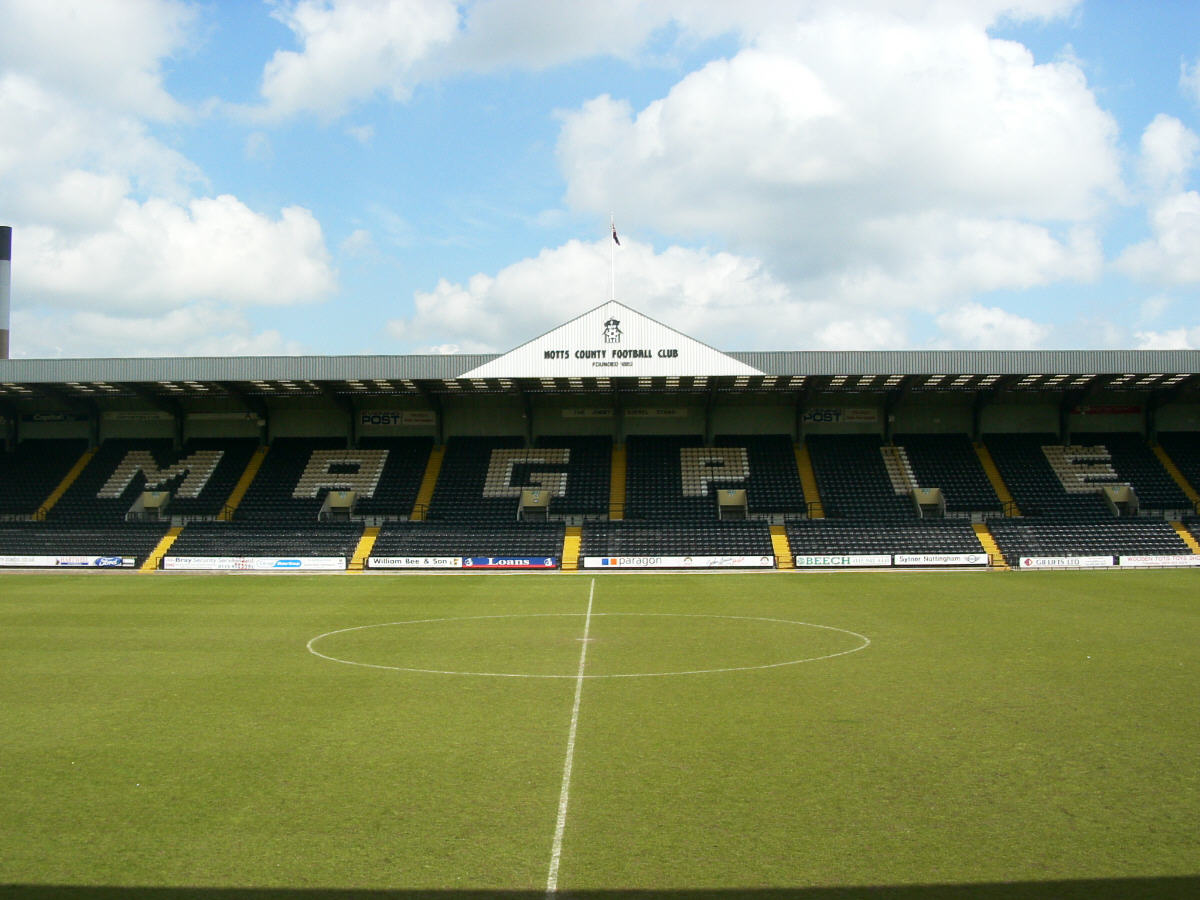
Jimmy Sirrel Stand

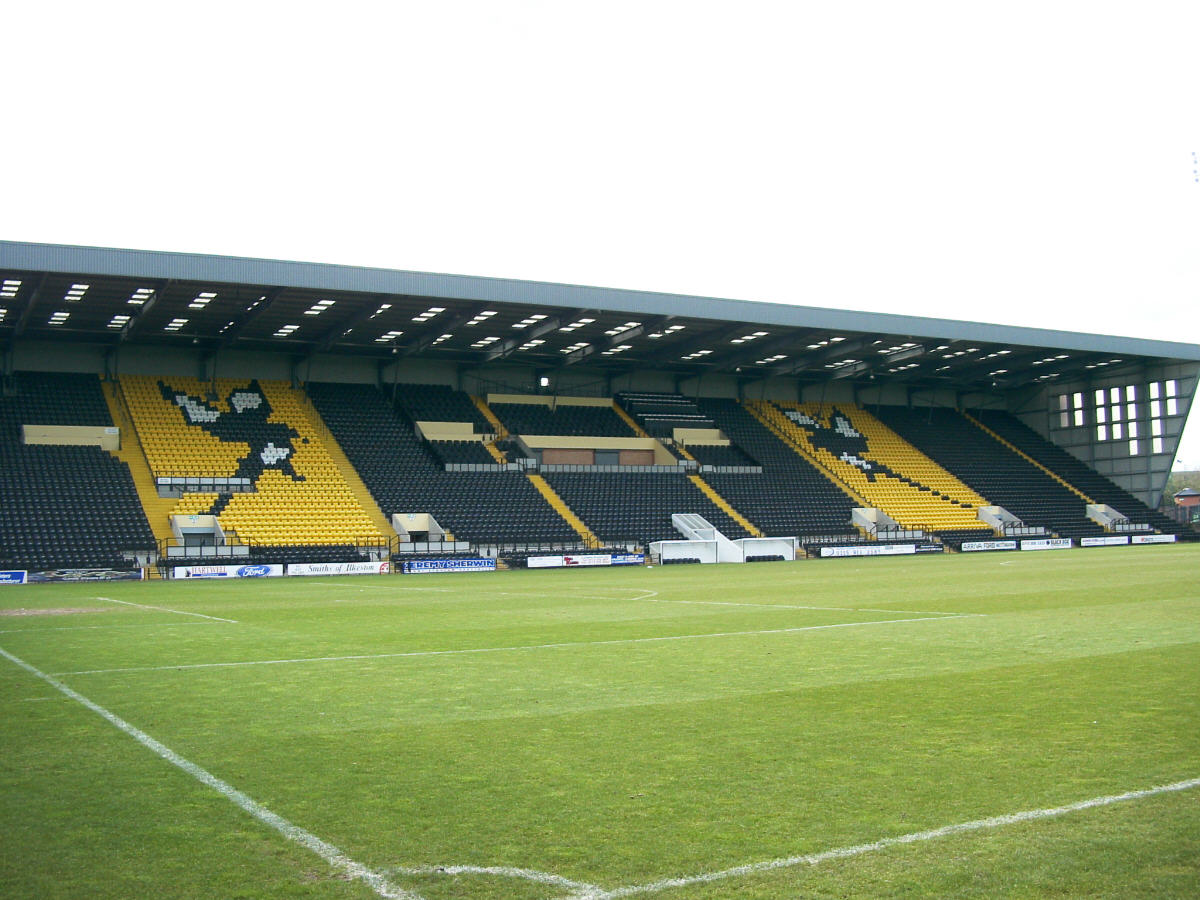
Derek Pavis Stand